# Michał Mazur (inżynier)
Michał Mazur (ur. 1891, zm. 1952) – polski inżynier budownictwa wodnego. Absolwent Politechniki Lwowskiej. Doktorat obronił w 1932, w 1939 uzyskał stanowisko docenta. Od 1946 we Wrocławiu organizator Szkoły Hydrauliki, Modelowania Budowli Hydrotechnicznych. Dziekan Wydziału Budownictwa Uniwersytetu i Politechniki we Wrocławiu (1947-1949). Od 1949 profesor na Wydziale Inżynierii, a od 1951 na Wydziale Inżynierii Sanitarnej Politechniki Wrocławskiej. Pochowany na Cmentarzu św. Wawrzyńca we Wrocławiu.

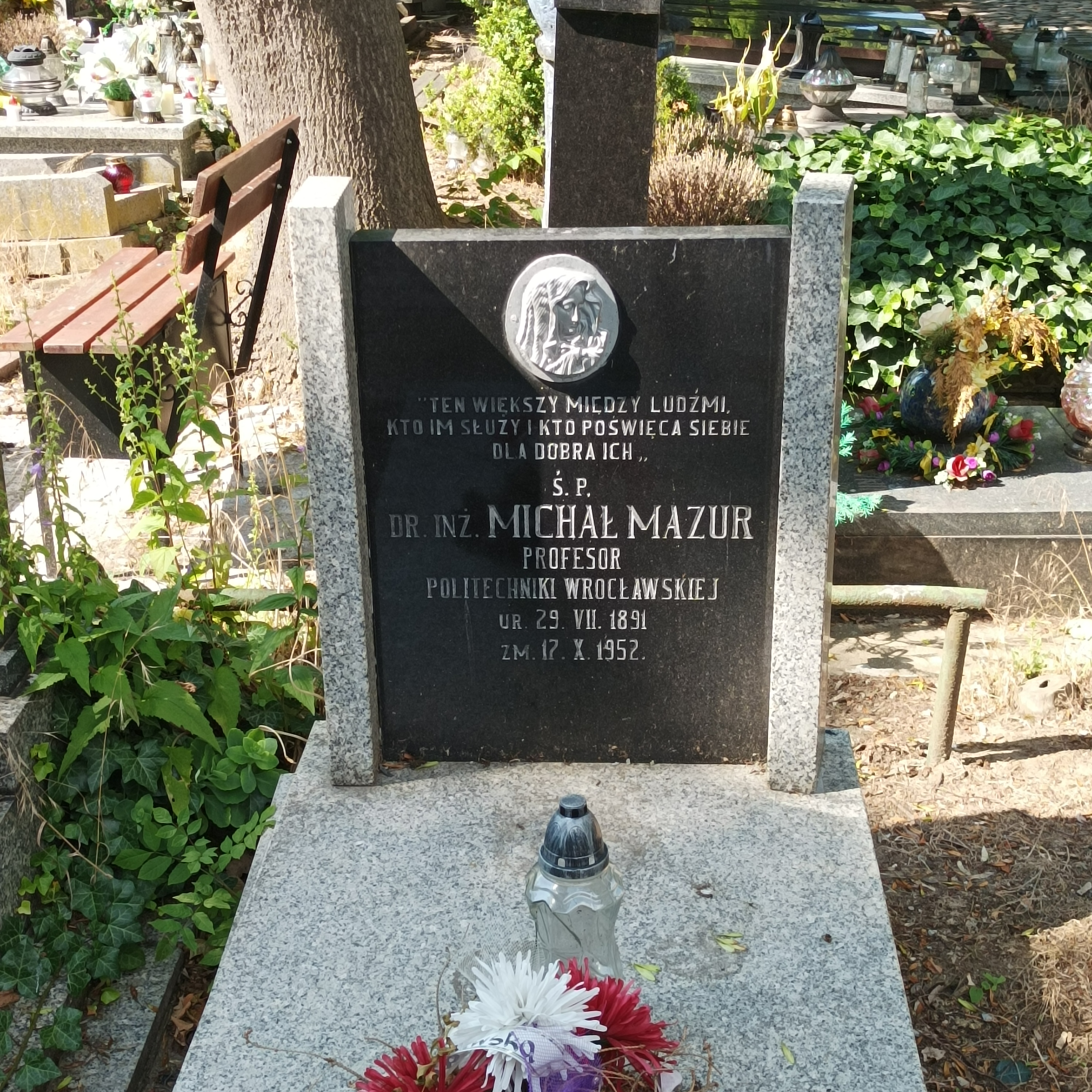
Grób prof. Michała Mazura na cmentarzu św. Wawrzyńca we Wrocławiu